# Потаповка (Сумская область)
Потаповка (укр. Потапівка) — село,
Сопычский сельский совет,
Глуховский район,
Сумская область,
Украина.
Код КОАТУУ — 5921586803. Население по переписи 2001 года составляло 41 человек .

## Географическое положение
Село Потаповка находится на правом берегу реки Клевень,
выше по течению на расстоянии в 2,5 км расположено село Сопычь,
ниже по течению на расстоянии в 2 км расположено село Малая Бобылевка,
на противоположном берегу — село Богословка (Курская область).
По реке проходит граница с Россией.